# Alter A.I
Lo Alter A.I è un caccia tedesco della seconda metà degli anni Dieci del XX secolo rimasto allo stadio di prototipo.

## Storia del progetto
Prima dello scoppio della prima guerra mondiale, la società tedesca Ludwig Alter-Werke di Darmstadt costruì diverse copie di velivoli  famosi, come il biplano Farman e il monoplano Etrich Taube. Alla fine del 1916, gli ingegneri dell'azienda Kallweit e Ketterer presero come modello il caccia francese Nieuport 11 Bébé per realizzare un nuovo aereo da caccia. I due ingegneri ridisegnarono completamente le ali, aventi formula sesquiplana, installando un motore rotativo a 7 cilindri raffreddati ad aria Goebel Goe II erogante la potenza di 110 hp (82 kW). Costruito in legno, con rivestimento in compensato e tela, lo Alter A.I pesava 510 kg, raggiungeva una velocità massima di 177 km/h, saliva a 3.000 m in 12 minuti e 8 secondi. L'armamento era composto da due mitragliatrici LMG 08/15 calibro 7,92 mm. Il prototipo andò in volo per la prima volta nel febbraio 1917 ai comandi del collaudatore Georg Sell. Lo sviluppo venne interrotto dopo la dimostrazione all'Idflieg (Inspektion der Fliegertruppe), che giudicò le sue prestazioni inadeguate e la sua costruzione eccessivamente fragile. L'azienda si occupò poi principalmente della riparazione di aerei militari di altre compagnie costruttrici.